# Claude Guillaumin
Cet article concerne un journaliste du XXe siècle. Pour le caricaturiste de la fin du XIXe siècle, voir Claude Guillaumin (Pépin).
Pour les articles homonymes, voir Guillaumin.
Claude Guillaumin, né le 22 octobre 1929 à Courbevoie et mort le 23 janvier 2012 à Épinay-sur-Orge, est un journaliste français.

## Biographie
En 1951, il commence sa carrière de journaliste à L'Est républicain puis travaille pour la radio Europe 1 de 1958 à 1970. Ensuite, Claude Guillaumin présente le journal de l'ORTF 1re chaine, tout en collaborant avec le magazine L'Express. Au moment de l'éclatement de l'ORTF, en 1975, il 
entre à France Inter et devient de 1989 jusqu'à sa retraite en 1993, directeur de la rédaction de la station tout en présentant le journal de 13 h, intitulé l'Inter Treize,.
Souffrant de la maladie d'Alzheimer, Claude Guillaumin meurt le 23 janvier 2012, à l'âge de 82 ans,.